# Vera West
Vera West (* 28. Juni 1900 in New York City; † 29. Juni 1947 in Los Angeles) war eine US-amerikanische Modeschöpferin und Kostümbildnerin beim Film. Von 1928 bis 1947 war sie Chefdesignerin von Universal Pictures.

## Leben
Vera West besuchte das Philadelphia Institute of Design, wo sie das Schneidern bei Lucile, einer Modeschöpferin mit wohlhabender Klientel in London, Paris und New York, erlernte. Nach ihrem Abschluss entwarf West Kleider für einen Modesalon an der Fifth Avenue in New York, dessen Kundinnen der High Society angehörten. Mitte der 1920er Jahre sah sie sich aus persönlichen, nicht näher bekannten Gründen gezwungen, New York zu verlassen. Sie ging schließlich nach Hollywood, wo sie als Ersatz für die über 60-jährige Kostümbildnerin Lucia Coulter Anstellung bei Universal Pictures fand und 1928 zur Chefdesignerin des Filmstudios aufstieg.
Die erste Filmproduktion, für die sie Kostüme nach eigenen Entwürfen anfertigte, war die Victor-Hugo-Verfilmung The Man Who Laughs (1928) des deutschen Regisseurs Paul Leni. West kam fortan bei unzähligen Horrorfilmen des Studios als Kostümbildnerin zum Einsatz. Dabei war sie in erster Linie für die Kostüme der weiblichen Besetzung zuständig. Für Szenen, die bei Tag spielten, kleidete sie die weiblichen Figuren bevorzugt in Anzüge aus Tweed oder Wolle. Ihre Abendkleider, die dem Stil von Elsa Schiaparelli und Coco Chanel ähnelten, hielt sie zumeist in Weiß. Bei zahlreichen Filmen von Universals Sherlock-Holmes-Reihe mit Basil Rathbone in der Hauptrolle sowie bei Produktionen mit der jungen Deanna Durbin trat West ebenfalls als Kostümbildnerin in Erscheinung. Auch Stars wie Irene Dunne (Magnificent Obsession, 1935), Marlene Dietrich (Der große Bluff, 1939; Die Freibeuterin, 1942) und María Montez (Arabische Nächte, 1942; Ali Baba und die vierzig Räuber, 1944; Die Schlangenpriesterin, 1944) kleidete sie für die Leinwand ein. Anfang 1947 verließ West Universal und widmete sich mit einer Modekollektion für einen Salon im Hotel Beverly Wilshire erneut der Haute Couture.
Vera West war mit dem Geschäftsmann Jack C. West verheiratet. Am 29. Juni 1947 wurde sie tot im Pool ihres Hauses in Los Angeles aufgefunden. Aufgrund zweier Notizen, die sie hinterlassen hatte und die darauf hinwiesen, dass sie jahrelang erpresst worden war, ging die Polizei von Selbstmord durch Ertrinken aus. Die genauen Todesumstände konnten jedoch nie restlos geklärt werden. Ihre letzte Ruhe fand West im Great Mausoleum im Forest Lawn Memorial Park in Glendale. Im Jahr 2005 wurde sie postum in die Hall of Fame der Costume Designers Guild (CDG) aufgenommen.

## Filmografie (Auswahl)
- 1928: The Man Who Laughs
- 1932: Die Mumie (The Mummy)
- 1933: Eine Frau vergisst nicht (Only Yesterday)
- 1934: Des Sträflings Lösegeld (Great Expectations)
- 1935: Diamanten-Jim (Diamond Jim)
- 1935: Was geschah gestern? (Remember Last Night?)
- 1935: Magnificent Obsession
- 1936: Next Time We Love
- 1936: Magnificent Brute
- 1938: Mad About Music
- 1938: Wirbelwind aus Paris (The Rage of Paris)
- 1938: That Certain Age
- 1939: Frankensteins Sohn (Son of Frankenstein)
- 1939: Ehrlich währt am längsten (You Can’t Cheat an Honest Man)
- 1939: First Love
- 1939: Der Henker von London (Tower of London)
- 1939: Der große Bluff (Destry Rides Again)
- 1940: Der Unsichtbare kehrt zurück (The Invisible Man Returns)
- 1940: Mein kleiner Gockel (My Little Chickadee)
- 1940: Schwarzer Freitag (Black Friday)
- 1940: Die Bande der Fünf (When the Daltons Rode)
- 1940: Spring Parade
- 1940: Der Bankdetektiv (The Bank Dick)
- 1940: Die unsichtbare Frau (The Invisible Woman)
- 1940: The House of the Seven Gables
- 1941: This Woman Is Mine
- 1941: Vorsicht Gespenster! (Hold That Ghost)
- 1941: Die ewige Eva (It Started with Eve)
- 1941: Gib keinem Trottel eine Chance (Never Give a Sucker an Even Break)
- 1941: Sprechstunde für Liebe (Appointment for Love)
- 1941: Der Wolfsmensch (The Wolf Man)
- 1941: In der Hölle ist der Teufel los! (Hellzapoppin’)
- 1942: Frankenstein kehrt wieder (The Ghost of Frankenstein)
- 1942: Die Freibeuterin (The Spoilers)
- 1942: Der unsichtbare Agent (Invisible Agent)
- 1942: Abbott und Costello unter Kannibalen (Pardon My Sarong)
- 1942: Die Stimme des Terrors (Sherlock Holmes and the Voice of Terror)
- 1942: Die Geheimwaffe (Sherlock Holmes and The Secret Weapon)
- 1942: Arabische Nächte (Arabian Nights)
- 1943: Im Schatten des Zweifels (Shadow of a Doubt)
- 1943: The Amazing Mrs. Holliday
- 1943: Frankenstein trifft den Wolfsmenschen (Frankenstein Meets the Wolf Man)
- 1943: Verhängnisvolle Reise (Sherlock Holmes in Washington)
- 1943: Hers to Hold
- 1943: Phantom der Oper (Phantom of the Opera)
- 1943: Gespenster im Schloß (Sherlock Holmes Faces Death)
- 1943: Das zweite Gesicht (Flesh and Fantasy)
- 1943: Draculas Sohn (Son of Dracula)
- 1943: Die Stubenfee (His Butler’s Sister)
- 1943: Das Spinnennest (Sherlock Holmes and The Spider Woman)
- 1944: Ali Baba und die vierzig Räuber (Ali Baba and the Forty Thieves)
- 1944: Zeuge gesucht (Phantom Lady)
- 1944: Follow the Boys
- 1944: Die Schlangenpriesterin (Cobra Woman)
- 1944: Weihnachtsurlaub (Christmas Holiday)
- 1944: Die Perle der Borgia (The Pearl of Death)
- 1944: The Merry Monahans
- 1944: Frankensteins Haus (House of Frankenstein)
- 1944: Unter Verdacht (The Suspect)
- 1945: Die Frau in Grün (The Woman in Green)
- 1945: Gefährliche Mission (Pursuit to Algiers)
- 1945: Die Liebe unseres Lebens (This Love of Ours)
- 1946: Juwelenraub (Terror by Night)
- 1946: Die Werwölfin von London (She-Wolf of London)
- 1946: Jagd auf Spieldosen (Dressed to Kill)
- 1946: Vergessene Stunde (Black Angel)
- 1946: Die wunderbare Puppe (Magnificent Doll)
- 1946: Zwei Sprengstoffverkäufer (Little Giant)
- 1947: Die Piraten von Monterey (Pirates of Monterey)